# Эсмонт, Самуил Андреевич
Самуил Андреевич Эсмонт (ок. 1780 — 16 сентября 1847) – русский контр-адмирал
1 октября 1796 года был определен в Черноморский кадетский корпус. После производства 17 июля 1798 года в чин гардемарина совершил три морских компании на судне «Красноселье» и фрегате «Св. Григорий» в Чёрном и Средиземном морях. 1 мая 1801 года произведен в чин мичмана.
На транспортных судах «Царь Константин» и «Евлампий»,  фрегатах «Св. Михаил», «Спешный» и «Иоанн Златоуст», кораблях «Дмитрий Донской», «Св. Анна» и «Максим Исповедник» плавал в Азовском, Чёрном, Средиземном и Адриатическом морях и 8 января 1809 года был произведен в чин лейтенанта, а 26 ноября 1811 года «за беспорочную выслугу восемнадцати шестимесячных морских кампаний» был пожалован орденом Св. Георгия IV степени.
14 февраля 1819 года был произведен в чин капитан-лейтенанта и в 1823—1825 годах коду командовал транспортными судами «Дунай» и «Мария», а в 1826—1827 годах – корветом «Язон». 6 декабря 1827 года произведен в чин капитана 2-го ранга.
Во время русско-турецкой войны, командуя линейным кораблем «Св. Пантелеймон», участвовал в осаде Анапы и Варны, за что был награждён золотой саблей с надписью «За храбрость» и орденом Св. Анны II степени. Командуя тем же кораблем, участвовал еще во взятии Сизополя, Мессемврии, Ахполло, Иноды и Мидии и 20 марта 1829 года был произведен в чин капитана 1-го ранга.
После окончания военных действий продолжал командовать кораблем «Св. Пантелеймон» до своего производства 6 декабря 1835 года в чин контр-адмирала, когда был назначен командиром 2-й бригады 5-й флотской дивизии. В следующем году, «за 35-летнюю беспорочную службу от вступления в обер-офицерский чин», был пожалован орденом Св. Владимира IV степени.
Летом 1837 года, держа флаг на 44-пушечном фрегате «Анна», командовал отрядом судов при высадке десанта у мыса Адлер и за отличие был награждён орденом Св. Владимира III степени.
9 марта 1838 года назначен командующим Дунайской флотилией и командиром Дунайских портов и в течение восьми лет, имея свой флаг на яхтах «Сатуно» и «Голубка», плавал от Измаила до Килии. 18 марта 1842 года награжден орденом Св. Станислава I степени. 

## Семья
- сын - Михаил Самойлович Эсмонт (1830—1891) — русский контр-адмирал, герой Севастопольской обороны[2].